# محوطه خرگووشان ۲
محوطه خرگووشان ۲ مربوط به هزاره سوم قبل از میلاد است و در شهرستان سرباز، بخش آشار، ۷۰۰ متری شمال شرق شهر آشار واقع شده و این اثر در تاریخ ۳۰ بهمن ۱۳۸۶ با شمارهٔ ثبت ۲۱۱۴۴ به‌عنوان یکی از آثار ملی ایران به ثبت رسیده است.